# Imi Lichtenfeld
Imre Emerich Lichtenfeld, noto come Imi anche con il nome ebraico Imi Sde-Or (Budapest, 26 maggio 1910 – Natanya, 9 gennaio 1998), è stato un artista marziale e militare israeliano, noto per essere stato il fondatore del metodo di combattimento e autodifesa krav maga.

## Biografia
Nacque a Budapest nel 1910 in una famiglia ebraico-ungherese ma crebbe a Presburgo (l'ordierna Bratislava). Fondamentale per l'educazione di Imi fu la figura del padre, Samuel Lichtenfeld, un acrobata circense esperto di lotta e sollevatore di pesi ed, in seguito, ispettore capo di un dipartimento investigativo della polizia.
In questo clima, sin da piccolo si mostrò una persona polivalente e, grazie al padre, Imi si appassionò all'arte circense (a 13 anni entrò a far parte di un circo itinerante), al nuoto e agli sport da combattimento, praticando boxe e wrestling, ove ottenne notevoli risultati (nel 1928 vinse il campionato giovanile di lotta libera in Cecoslovacchia e nel 1929 fu campione nazionale di lotta nella categoria Seniores e campione internazionale di pugilato). Esercitò anche ginnastica acrobatica, arti marziali come judo e jujitsu e partecipò a vari spettacoli teatrali, dedicandosi all'arte drammatica. Gli anni successivi furono un susseguirsi di successi sportivi che testimoniano la sua incredibile predisposizione per gli sport da combattimento, trovandosi ad affinare le sue tecniche di combattimento per le strade, infatti, assieme ad alcuni amici.
Negli anni trenta, le persecuzioni naziste contro gli ebrei di Bratislava imperversarono rapidamente e Imi Lichtenfeld, assieme ad altri lottatori della sua estrazione etnica, si impegnò nell'affrontare gli aggressori. Fu proprio questa esperienza a far capire ad Imi che la lotta di strada è una situazione ben diversa dal confronto sportivo e, in base alla pratica in queste circostanze, iniziò a sviluppare un proprio sistema di combattimento, adatto per affrontare i pericoli della vita quotidiana. Costituì anche un gruppo che si addestrava specificatamente a scontri con le bande sempre più numerose di antisemiti.
Imi, a seguito dell'occupazione nazista in Cecoslovacchia, nel 1940 fu costretto a fuggire da Bratislava ed andò in Palestina (all'epoca sotto mandato britannico), dopo un viaggio molto travagliato in cui rischiò di perdere la vita per salvare alcune persone cadute dall'imbarcazione mentre si stava dirigendo a Creta.
Nel 1944 partecipò alla costituzione del neonato esercito israeliano, addestrando diverse unità di élite di Haganah e Palmach. Per oltre vent'anni mise a disposizione della forza di difesa israeliana la propria esperienza nel combattimento contribuendo a forgiare la leggenda delle unità speciali israeliane. Dopo anni passati al servizio dell'esercito si ritirò non rinunciando però a diffondere le tecniche apprese e raffinate negli anni.
Dopo la nascita dello stato di Israele nel 1948, divenne istruttore capo per l'addestramento fisico delle forze di difesa israeliane. Proprio in questo periodo, Lichtenfeld, grazie alle sue esperienze di lotta maturate sia nelle competizioni sportive che per la strada, introdusse un sistema efficace e, allo stesso tempo, da apprendere in breve tempo: il krav maga.
Dopo essersi ritirato dal servizio militare nel 1964, Imi iniziò ad adattare il krav maga a metodo di difesa personale ed estendendolo anche alle forze di polizia e ai civili, a persone di ambo i sessi e di qualsiasi età. Per diffondere la sua disciplina, fece istituire due scuole a Tel Aviv e a Natanya, la città dove viveva. Nel corso degli anni, vennero aperte sempre più scuole di krav maga, in modo da diffonderlo in tutto il mondo. Nel 1978, Lichtenfeld istituì la I.K.M.A. (Israeli Krav Maga Association), associazione atta alla promozione e divulgazione di questo metodo in Israele.